# Trollzorn Records
Trollzorn Records ist ein deutsches Independentlabel aus der ostwestfälischen Stadt Minden. Die Plattenfirma mit angeschlossenen Webshop hat sich auf Pagan-, Viking- und Folk Metal sowie Mittelalter-Rock spezialisiert. Das Label veröffentlicht im  Vertrieb von Soulfood.

## Labelgeschichte
Stefan Heinemeyer gründete zusammen mit seinem Partner Kai das Label um 2004. 2005 erschien als erste Veröffentlichung das Album Minnemetal der regionalen Band Teufelswerk & Narrentanz, die sich jedoch kurz danach auflöste. Als Nächstes wurde Kromlek unter Vertrag genommen. Zu den bekanntesten Bands zählen Gernotshagen und Menhir. Letztere veröffentlichten 2007 ihr Album Hildebrandslied über das Label.
Nachdem zunächst nur Pagan-Metal-Bands unter Vertrag genommen wurden, kamen unter anderem mit Ragnaröek, Vogelfrey, Ignis Fatuu und Impius Mundi auch Mittelalter-Rock-Bands unter Vertrag.
An das Label angeschlossen ist ein Webshop, der neben den eigenen Produkten auch Musik aus den Bereichen Black Metal, Neofolk und Folk-Rock anbietet. Eng mit dem Label verknüpft ist das Fanzine Trollhorn, das bis 2006 auch den Namen des Labels trug.

## Erstveröffentlichungen von Alben nach Interpreten
- 7th Abyss: Unvoiced (2016)
- Atomwinter: Catacombs (2018)
- Black Messiah: Walls of Vanaheim (2017)
- Bran Barr: Sidh (2010)
- Celtachor: Nuada of the Silver Arm (2015), Fiannaíocht (2018)
- Cruachan: Blood for the Blood God (2014), Nine Years of Blood (2018)
- Elexorien: Elexorien (2007)
- Elivagar: Heirs of Ancient Tales (2008)
- Fimbulthier: The Battle Begins (2007), Rise (2010)
- Fjoergyn: Jahreszeiten (2009), Monument Erde (2013)
- Gernotshagen: Märe aus wäldernen Hallen (2007), Weltenbrand (2011)
- Gwydion: Ŷnys Mön (2008), Horn Triskelion (2010)
- Harpyie: Blindflug (2012)
- Heimdalls Wacht: Geisterseher (2016), Mystagogie - Lieder voll Ewigkeit (2023)
- Helfahrt: Wiedergang (2008), Drifa (2010)
- Ignis Fatuu: Neue Ufer (2010), Unendlich viele Wege (2014), Meisterstich (2016)
- Ingrimm: Henkt ihn! (2014)
- Istapp: Frostbiten (2015), The Insidious Star (2019)
- Ivenberg: Wunden (2011)
- Kromlek: Kveldridhur (2005), Strange Rumours … Distant Tremors (2007), Finis Terræ (2011), III-III (2024)
- Menhir: Hildebrandslied (2007)
- Minas Morgul: Kult (2017), Heimkehr (2021)
- Necronomicon: Pathfinder... Between Heaven and Hell (2015)
- Nothgard: Age of Pandora (2014)
- Nydvind: Sworn to the Elders (2010)
- Obscurity: Várar (2009),  Tenkterra (2011), Obscurity (2012), Vintar (2014), Streitmacht (2017), Skogamors (2021)
- Old Corpse Road: On Ghastly Shores Lays the Wreckage of our Lore (2020)
- Ragnaröek: Rache (2009), Eiskalt (2011), Dornig (2015)
- Skiltron: Legacy of Blood (2016)
- Slartibartfass: Nordwind (2006), Nebelheim (2007)
- Stormlord: Hesperia (2013)
- Svartby: Elemental Tales (2012)
- Tarabas: Aus alter Zeit (2007), Das neue Land (2010), Ära (2024)
- The Privateer: Facing the Tempest (2011), Monolith (2013)
- Thorondir: Des Wandrers Mär  (2019)
- Thrudvangar: Vegvisir (2020)
- Thyrgrim: Vermächtnis (2017)
- Timor Et Tremor: For Cold Shades (2016)
- Träumen von Aurora: Sehnsuchts Wogen (2012), Rekonvaleszenz (2013)
- Tuatha de Danann: The Tribes of Witching Souls (2020)
- Vampyromorphia: Fiendish Tales of Doom (2016)
- Vardlokkur: Articulo Mortis (2012)
- Vogelfrey: Wiegenfest (2010), 12 Schritte zum Strick (2012)
- Wolves Den: Miserere (2020)
- Wulfgar: Midgardian Metal (2010)